# سيستين ستالون
سيستين ستالون (بالإنجليزية: Sistine Stallone)‏ (مواليد 27 يونيو 1998) هي عارضة أزياء وممثلة أمريكية.

## حياتها الشخصية
ولدت سيستين ستالون في يونيو 1998 وهي ابنة الممثل الأمريكي سيلفستر ستالون والعارضة جينيفر فلافين. كانت سيستين وأخواتها سفراء جولدن جلوب في حفل توزيع جوائز غولدن غلوب الـ 75 في عام 2018 أيضًا، التحقت بجامعة جنوب كاليفورنيا للحصول على شهادة في الاتصالات.

## مشوارها الوظيفي
في عام 2016 وقعت عقد مع آي إم جي مودلز وظهرت لأول مرة في عرض أزياء لشانيل. ظهرت في عدد يوليو 2016 من غلامور وعلى غلاف إل لشهر نوفمبر 2017.

## أعمال

### افلام
| عام        | عنوان                    | وظيفة | ملاحظات              |
| ---------- | ------------------------ | ----- | -------------------- |
| 2019       | 47 مترا لأسفل: بدون قفص  | نيكول |                      |
| يُعلن لاحقًا | منتصف الليل في سويتشجراس | هيذر  | مرحلة ما بعد الإنتاج |